# Ilha dos Herdeiros
A Ilha dos Herdeiros está situada na baía de Babitonga, no litoral sul brasileiro, ao norte do Estado de Santa Catarina.